# Camponotus pressipes
Camponotus pressipes är en myrart som beskrevs av Carlo Emery 1893. Camponotus pressipes ingår i släktet hästmyror, och familjen myror.

## Underarter
Arten delas in i följande underarter:
- C. p. errans
- C. p. pressipes